# Clark’s Town
Clark’s Town (auch Clarks Town, Clarkstown) ist ein Ort im Landkreis Trelawny Parish der Grafschaft Cornwall im Norden von Jamaika, rund 20 km südöstlich von Falmouth gelegen.
Die Bevölkerung betrug 1991 3193 Einwohner und wird für das Jahr 2012 auf 3062 Einwohner geschätzt.

## Söhne und Töchter der Stadt
- Anthony B (* 1976), Dancehall- und Reggaemusiker
- Veronica Campbell-Brown (* 1982), Leichtathletin und Olympiasiegerin